# Кратно
Кратно се нарича цяло число, което се дели на друго число без остатък.

Определение: Едно цяло число c се нарича кратно на друго цяло число a, ако съществува такова цяло число b, така че
c = a × b.

Например числото 32 е кратно на 2, 4, 8, 16 (1 и 32 са „тривиални“, тъй като всяко число се дели на 1 и на себе си), а числата 1, 2, 4, 8, 16 и 32 са делители на 32. Число, което е кратно само на 1 и на себе си, се нарича просто число, а което е кратно на поне едно просто число по-малко от него се нарича съставно число.

## Четност
Четността е особен случай на кратност на числото 2, т.е. числата, при чието деление на 2 се получава друго цяло число без остатък, са четни.